# 林庫瓦
林庫瓦是立陶宛的城市，位於該國北部，距離帕克魯奧伊斯18公里，由希奧利艾縣負責管轄，海拔高度98米，面積3.3平方公里，2011年人口1,356。第二次世界大戰期間，納粹德國在1941年8月殺害當地614名猶太人居民。